# Романовка (Лямбирский район)
 Романовка — деревня в Лямбирском районе Мордовии в составе  Протасовского сельского поселения.

## География
Находится на расстоянии примерно 21 км на северо-восток от города Саранск.

## Население
Постоянное население составляло 11 человек (русские 73%) в 2002 году, 9 в 2010 году .